# USS Stockham (DD-683)
USS Stockham (DD-683) là một tàu khu trục lớp Fletcher được Hải quân Hoa Kỳ chế tạo trong Chiến tranh Thế giới thứ hai. Nó là chiếc tàu chiến duy nhất của Hải quân Mỹ được đặt theo tên Trung sĩ Thủy quân Lục chiến Fred W. Stockham (1881-1918), người được truy tặng Huân chương Danh dự trong Trận Belleau Wood vào Chiến tranh Thế giới thứ nhất. Nó đã hoạt động cho đến hết Thế Chiến II kết thúc, ngừng hoạt động một thời gian ngắn, rồi lại tiếp tục phục vụ cho đến khi xuất biên chế năm 1957, và bị đánh chìm như một mục tiêu năm 1977. Nó được tặng thưởng tám Ngôi sao Chiến trận do thành tích phục vụ trong Thế Chiến II.

## Thiết kế và chế tạo
Stockham được đặt lườn tại xưởng tàu của hãng Bethlehem Shipbuilding Corporation ở San Francisco, California vào ngày 19 tháng 12 năm 1942. Nó được hạ thủy vào ngày 25 tháng 6 năm 1943; được đỡ đầu bởi bà Melba Mattingly; và nhập biên chế vào ngày 11 tháng 2 năm 1944 dưới quyền chỉ huy của Trung tá Hải quân Ephraim P. Holmes.

## Lịch sử hoạt động

### Thế Chiến II

#### 1944
Stockham tiến hành chạy thử máy và huấn luyện dọc theo vùng bờ Tây cho đến ngày 20 tháng 4 năm 1944, khi nó lên đường đi Trân Châu Cảng thuộc quần đảo Hawaii. Nó tiếp tục huấn luyện tại chỗ cho đến khi khởi hành đi quần đảo Marshall vào ngày 31 tháng 5 nhằm chuẩn bị cho chiến dịch đổ bộ lên quần đảo Mariana. Nó đi đến ngoài khơi Saipan vào ngày 14 tháng 6, và tiến hành bắn phá chuẩn bị xuống hòn đảo này cho đến ngày 17 tháng 6, rồi sang ngày 18 tháng 6 đã cùng Đội đặc nhiệm 58.7 tiến về phía Tây để đối đầu cùng Hạm đội Liên hợp Nhật Bản đang xuất kích phản công.
Trong Trận chiến biển Philippine diễn ra sau đó, vốn còn được biết đến dưới tên lóng “Cuộc săn vịt trời Mariana vĩ đại”, máy bay từ tàu sân bay thuộc Đệ Ngũ hạm đội cùng với hỏa lực phòng không từ các tàu chiến đã đánh bại phần lớn không lực tàu sân bay của Hải quân Nhật Bản. Hai hạm đội đối địch đã không đụng độ trực tiếp, nhưng tung ra những cuộc không kích từ tầm xa để tiêu diệt lẫn nhau. Stockham đã góp công trong trận chến này khi hỏa lực phòng không của nó đã bắn rơi ba máy bay đối phương, và có thể thêm hai chiếc nữa.
Stockham gia nhập trở lại lực lượng đổ bộ vào ngày 25 tháng 6, và cho đến giữa tháng 8 đã hỗ trợ cho việc chiếm đóng Saipan và Tinian cũng như tuần tra ngoài khơi Guam. Trách nhiệm chủ yếu của nó là bảo vệ lực lượng đổ bộ khỏi các cuộc không kích của đối phương, và bắn hỏa lực hỗ trợ khi cần thiết. Nó đã chống trả nhiều đợt không kích, bắn rơi một máy bay đối phương, và đấu pháo với các khẩu đội pháo bờ biển Nhật Bản trên bờ. Nó tiến vào vũng biển của đảo san hô Eniwetok vào ngày 21 tháng 8, ở lại đây trong một tuần trước khi gia nhập trở lại lực lượng đặc nhiệm tàu sân bay cho một đợt càn quét kéo dài 33 ngày xuống Philippines, nơi máy bay từ tàu sân bay đã ném bom các mục tiêu tại Luzon, Mindanao, Visayas và xuống quần đảo Palau.
Stockham đi đến Ulithi vào ngày 1 tháng 10 để tiếp liệu và bảo trì, ở lại đây trong sáu ngày, khi một cơn bão tấn công hòn đảo san hô khiến nó cùng hai tàu khu trục khác bị dứt khỏi dây neo đậu. Con tàu phải nhổ neo di chuyển để né tránh cơn bão, và gia nhập trở lại đội đặc nhiệm vào ngày 4 tháng 10, hoàn tất việc tiếp liệu và bảo trì để chuẩn bị cho một chuyến đi khác cùng các tàu sân bay.
Stockham cùng Đội đặc nhiệm 38.2 rời Ulithi vào ngày 6 tháng 10 cho một chiến dịch không kích khắp khu vực trong vòng một tháng. Máy bay từ tàu sân bay đã không kích xuống Okinawa vào ngày 10 tháng 10, xuống Đài Loan từ ngày 12 đến ngày 14 tháng 10, rồi trực tiếp hỗ trợ cho cuộc đổ bộ lên vịnh Leyte vào ngày 20 tháng 10. Chiếc tàu khu trục tiếp tục hộ tống tàu sân bay trong các đợt tấn công Luzon và Visayas vào các ngày 21 và 22 tháng 10. Trong các ngày 25 và 26 tháng 10, nó tham gia cùng Đệ Tam hạm đội đối đầu và đánh bại Lực lượng phía Bắc Nhật Bản trong Trận chiến mũi Engaño, một phần của cuộc Hải chiến vịnh Leyte. Đến ngày 29 tháng 10, Lực lượng Đặc nhiệm 38 tiếp nối các đợt không kích xuống Philippines, và chiếc tàu khu trục đã hỗ trợ các hoạt động này cho đến ngày 25 tháng 12, ngoại trừ hai đợt tiếp liệu và bảo trì tại Ulithi từ ngày 9 đến ngày 13 tháng 11 và từ ngày 25 tháng 11 đến ngày 9 tháng 12. Thủy thủ đoàn con tàu có được dịp nghỉ ngơi tại Ulithi trong tám ngày từ lễ Giáng Sinh cho đến đầu năm mới, trước khi bắt đầu một chyến đi khác cùng lực lượng đặc nhiệm tàu sân bay.

#### 1945
Vào ngày 3 tháng 1 năm 1945, Stockham khởi hành cùng đội đặc nhiệm 30.8, đội tiếp liệu phục vụ cho Lực lượng Đặc nhiệm 38, và hộ tống đơn vị này cho đến ngày 7 tháng 1, khi nó gia nhập trở lại cùng các tàu sân bay. Trong gần ba tuần lễ tiếp theo, nó hộ tống các tàu sân bay khi máy bay của chúng càn quét vành đai phòng thủ phía trong của Đế quốc Nhật Bản. Họ tấn công xuống Đông Dương thuộc Pháp và tàu bè Nhật Bản tại đây vào ngày 12 tháng 1, ném bom xuống Đài Loan lần thứ hai và thứ ba vào các ngày 15 và 21 tháng 1, tấn công đảo Hải Nam, Hong Kong và bờ biển Trung Quốc vào ngày 16 tháng 1, và xuống Okinawa vào ngày 22 tháng 1 trước khi rút lui về Ulithi.
Sau hai tuần lễ bảo trì, tiếp liệu và huấn luyện tại Ulithi, Stockham lại lên đường cùng Lực lượng Đặc nhiệm 38 để ném bom Tokyo vào các ngày 16 và 17 tháng 2, rồi hỗ trợ cho cuộc đổ bộ lên Iwo Jima từ ngày 19 tháng 2. Trong thời gian ngắn ngũi ở lại khu vực quần đảo Volcano, các khẩu pháo của nó đã bắn rơi thêm một máy bay đối phương. Đến ngày 22 tháng 2, nó đi lên phía Bắc về hướng Nhật Bản, và hộ tống các tàu sân bay trong một đợt không kích khác xuống các đảo chính quốc Nhật Bản. Vào ngày 26 tháng 2, nó đánh chìm một tàu tuần tra đối phương ngoài khơi Tori Shima, chống chọi với đối phương cũng như với thời tiết bất lợi do biển động nặng. Sang ngày 6 tháng 3, nó lại quay về Ulithi để tiếp liệu và bảo trì.
Stockham lại ra khơi vào ngày 14 tháng 3 để hoạt động cùng Lực lượng Đặc nhiệm 59 cho đến ngày hôm sau, khi nó gia nhập trở lại cùng các tàu sân bay nhanh để càn quét Kyūshū, Okinawa và Kerama Retto. Sau cuộc đổ bộ lên Okinawa vào ngày 1 tháng 4, nó tiếp tục ở lại ngoài khơi hòn đảo này cho đến ngày 29 tháng 4, bảo vệ tàu bè thuộc lực lượng đổ bộ khỏi các cuộc tấn công tự sát của máy bay Kamikaze đối phương. Vào ngày 6 tháng 4, nó bắn rơi hai máy bay Mitsubishi A6M Zero "Zeke", rồi bắn phá các đảo Minami và Kita Daito vào ngày 21 tháng 4, trước khi rút lui về Ulithi vào ngày 30 tháng 4. Con tàu lại khởi hành cùng Lực lượng Đặc nhiệm 58 vào ngày 7 tháng 5, thực hành tập trận trên đường đi trong khi hướng sang Kyūshū và Okinawa cho một đợt không kích mới. nó hộ tống các tàu sân bay trong quá trình không kích, đánh trả nhiều đợt phản công của máy bay đối phương. Nó tách khỏi lực lượng chính của hạm đội vào ngày 6 tháng 6 để hộ tống một nhóm tàu bị hư hại, bao gồm tàu tuần dương hạng nặng Pittsburgh (CA-72) bị mất mũi tàu đi đến cảng Apra, Guam. Nó ở lại Guam từ ngày 11 đến ngày 30 tháng 6, rồi hộ tống một đội tàu đi Eniwetok trước khi gia nhập trở lại Lực lượng Đặc nhiệm 38 vào ngày 8 tháng 7.
Từ ngày 8 tháng 7 đến ngày 15 tháng 8, Stockham đã hộ tống cho các tàu sân bay nhanh khi chúng tung ra những đợt không kích sau cùng xuống chính quốc Nhật Bản. Khởi đầu tại Tokyo vào ngày 10 tháng 7, chúng di chuyển nhanh dọc lên phía Bắc Honshū đến Hokkaidō, tấn công các mục tiêu trên cả hai hòn đảo vào các ngày 14 và 15 tháng 7, rồi quay trở lại Tokyo vào ngày 18 tháng 7. Đến ngày 24 tháng 7, nó bắn phá mũi Shiono về phía cực Nam của Honshū, rồi quay trở lại hộ tống các tàu sân bay khỏi các cuộc tấn công tự sát khi máy bay của chúng ném bom Honshū và Shikoku.
Vào ngày 15 tháng 8 năm 1945, Nhật Bản đầu hàng kết thúc cuộc xung đột, và Stockham tham gia lực lượng chiếm đóng Yokosuka bốn ngày sau đó, vốn đã tiến vào Sagami Wan vào ngày 27 tháng 8. Nó hỗ trợ cho các cuộc đổ bộ lên vịnh Tokyo và tại Tateyama vào các ngày 30 và 31 tháng 8, tương ứng, rồi thả neo tại Yokosuka vào ngày 2 tháng 9 để được bảo trì trong sáu ngày. Nó lại lên đường từ ngày 9 đến ngày 18 tháng 9 để hỗ trợ các hoạt động quét mìn trong vịnh Sendai và khu vực phụ cận Goshi. Nó quay trở lại vịnh Tokyo trong một tháng từ ngày 19 tháng 9, thực hành huấn luyện từ ngày 24 đến ngày 28 tháng 10, rồi chuẩn bị để quay trở về nhà. Nó rời Yokosuka vào ngày 31 tháng 10 để quay về vùng bờ Tây, và được cho xuất biên chế gần một năm sau đó, vào ngày 30 tháng 8 năm 1946, neo đậu trong thành phần Hạm đội Dự bị Thái Bình Dương tại San Diego, California.

### 1950 - 1977

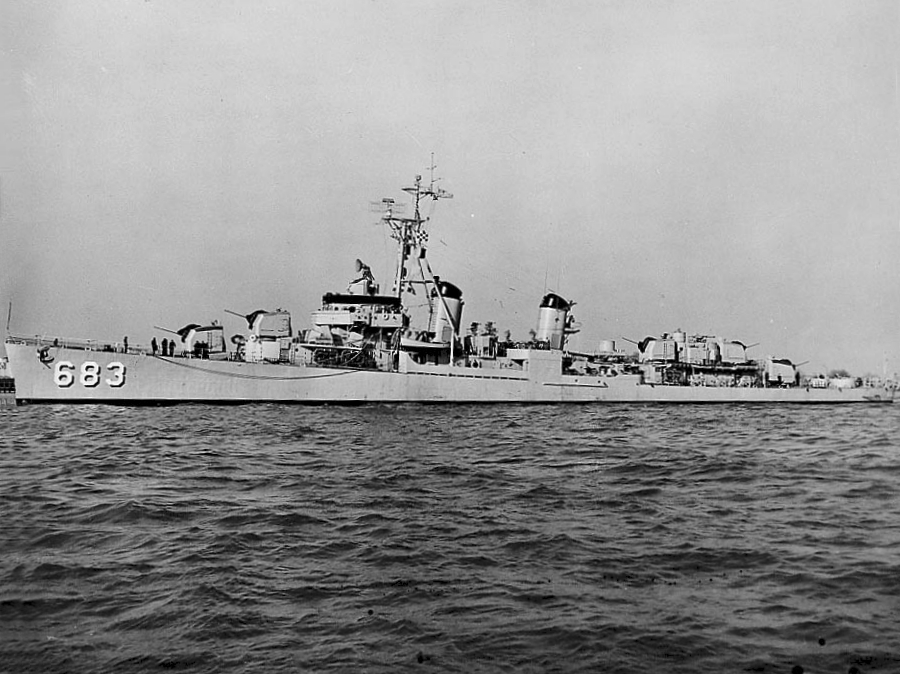
Stockham trên đường đi vào những năm thập niên 1950.

Xung đột trong Chiến tranh Triều Tiên vào năm 1950 đưa đến nhu cầu phải gia tăng số lượng tàu chiến của hạm đội hoạt động. Vì vậy Stockham được cho nhập biên chế trở lại vào ngày 14 tháng 11, 1951 dưới quyền chỉ huy của Trung tá Hải quân A. P. Zavadil. Nó nằm trong thành phần Hạm đội Đại Tây Dương cho đến năm 1953, tham gia các hoạt động huấn luyện hạm đội ngoài khơi Newport.
Vào tháng 12, 1953, Stockham tham gia Hạm đội Liên Hợp Quốc để hoạt động tại Viễn Đông, đi đến Nhật Bản, Pusan và Inchon tại Triều Tiên cho đến mùa Hè năm 1954. Nó quay trở về Newport vào tháng 7 sau khi hoàn tất chuyến đi vòng quanh thế giới. Đến tháng 11, con tàu đi đến Xưởng hải quân Boston để sửa chữa, và sau khi hoàn tất đại tu vào tháng 2, 1955, nó chạy thử máy tại vùng biển Caribe. Chiếc tàu khu trục tiếp nối các hoạt động thường lệ cùng Hạm đội Đại Tây Dương cho đến ngày 1 tháng 2, 1956, khi nó được điều động sang Đệ Lục hạm đội. Con tàu đã tuần tra tại Địa Trung Hải trong bốn tháng, viếng thăm Ai Cập, Israel, Lebanon và Hy Lạp trước khi quay trở về Newport.
Stockham lại được điều động sang Đệ Lục hạm đội vào mùa Thu năm 1956, viếng thăm Pháp, Ý và Hy Lạp, cũng như tham gia cuộc tập trận chống tàu ngầm phối hợp giữa các tàu chiến Hoa Kỳ và Hải quân Ý. Nó quay trở về Newport vào ngày 23 tháng 2, 1957.
Bảy tháng sau, Stockham được cho xuất biên chế vào ngày 2 tháng 9, 1957 và neo đậu cùng Hạm đội Dự bị Đại Tây Dương tại Philadelphia, Pennsylvania. Tên nó được cho rút khỏi danh sách Đăng bạ Hải quân vào ngày 1 tháng 12, 1974, và bị đánh chìm như một mục tiêu ngoài khơi Puerto Rico vào ngày 17 tháng 2, 1977.

## Phần thưởng
Stockham được tặng thưởng tám Ngôi sao Chiến trận do thành tích phục vụ trong Thế Chiến II.